# Abadía de Saint-Pierre-sur-Dives
La abadía de Saint-Pierre-sur-Dives (en francés: abbaye de Saint-Pierre-sur-Dives) fue una antigua  abadía benedictina francesa, de origen medieval, fundada a orillas del río Dives en el siglo XI en lo que hoy es la pequeña localidad de Saint-Pierre-sur-Dives (apenas 3.500 hab- en 2014, hoy en el departamento de Calvados, Normandía). En 1790, en la época de la Revolución francesa, concluyó la vida monástica, los bienes fueron liquidados y la iglesia paso a desempeñar las funciones de una iglesia parroquial. Se conservan la iglesia abacial y parte de las edificaciones conventuales. De estilo románico y gótico primitivo, es uno de los conjuntos más completos de arquitectura monástica en Normandía. La iglesia abacial fue objeto de una clasificación en el título de los monumentos históricos por la lista de 1862, así como de otras clasificaciones posteriores (1904, 1978 y 2006).

## Historia

### La fundación
La abadía de Saint-Pierre-sur-Dives es a veces llamada Nuestra Señora del Epinay y en latín S. Petri supra Divum o B. Maria supra Divum. En la aldea de Épinay, primer nombre de la villa, ya existía una iglesia bajo el patrocinio de san Pedro, que había sido saqueada por los vikingos.
La abadía fue fundada por la condesa Lanceline de Harcourt (1003-1069), esposa de Guillermo I, conde de Eu (985-1058), hermano del duque de Normandía Ricardo II. Instaló hacia 1046 una comunidad de monjas benedictinas en un castillo que tenían allí, además de dotarla económicamente. Poco después (entre el 1049 y 1058) las transfirió no lejos de allí, a Saint-Désir, cerca de Lisieux, e instaló otra comunidad de monjes benedictinos llegada de la abadía de Sainte-Trinité du Mont (Ruan, Sena Marítimo) bajo la dirección de Ainard, el primer abad. Lanceline profesó allí y murió en la abadía en 1058. Sus restos fueron enterrados en la iglesia de la abadía; y todavía descansan allí.
La primera iglesia fue consagrada el 1 de mayo de 1067, en presencia del nuevo rey de Inglaterra, Guillermo el Conquistador, duque de Normandía y sobrino de la condesa que había puesto el establecimiento bajo su alta protección. Se quemó en 1106. Fue reconstruida, y casi terminada, bajo el abaciato de abad Haimon a finales de la primera mitad del siglo XII.
Del edificio original de Haimon, solo queda la torre Saint-Michel.

### SiglosXIIIyXIV
En 1280, un acuerdo con el rey Felipe el Atrevido otorgó la mitad de la alta y de la baja justicia de Saint-Pierre a la abadía que se convirtió en condado.
Se llevaron a cabo trabajos durante el siglo XIII porque la abadía se estaba desarrollando. Los monjes hicieron construir una sala en Saint-Pierre-sur-Dives para establecer ferias y mercados. A menudo se enfrentaron a los señores de Tancarville que tenían el mercado de Mézidon y competían con ellos. Ya en 1191, mediante un acuerdo suscrito con Henri de Nonant, señor de Écots, la abadía se encontraba asociada con la gestión de la feria de Saint-Georges-en-Auge y percibía una parte de los ingresos.
Los mercados fueron objeto de procedimientos durante otros cincuenta años. En 1337, ante el bailli de Rouen, el abad Jean finalmente llegó a un acuerdo con Jean de Orlévy, señor de Tancarville. La integridad de este acuerdo se conserva en forma de una copia recopilada el 23 de noviembre de 1616 de un original en poder de los religiosos de Sainte-Barbe.
En 1470, la abadía fue puesta en régimen de encomienda y el abad Guillaume II Guérin fue su primer abad comenadatario.
En 1487, el rey Carlos III emitió una carta a favor de la abadía contra las personas que deseasen establecer curtidurías en el río de Vie.

### SiglosXVIaXVIII

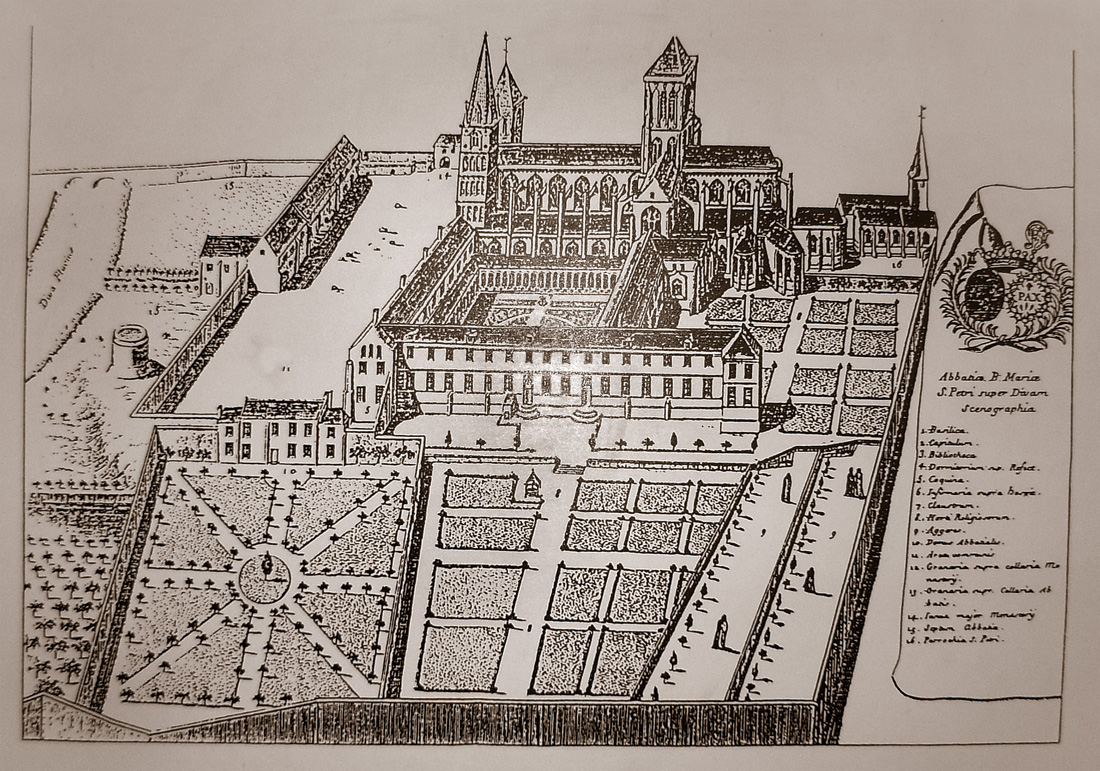
Vista de la abadía de Saint-Pierre-sur-Dives en el

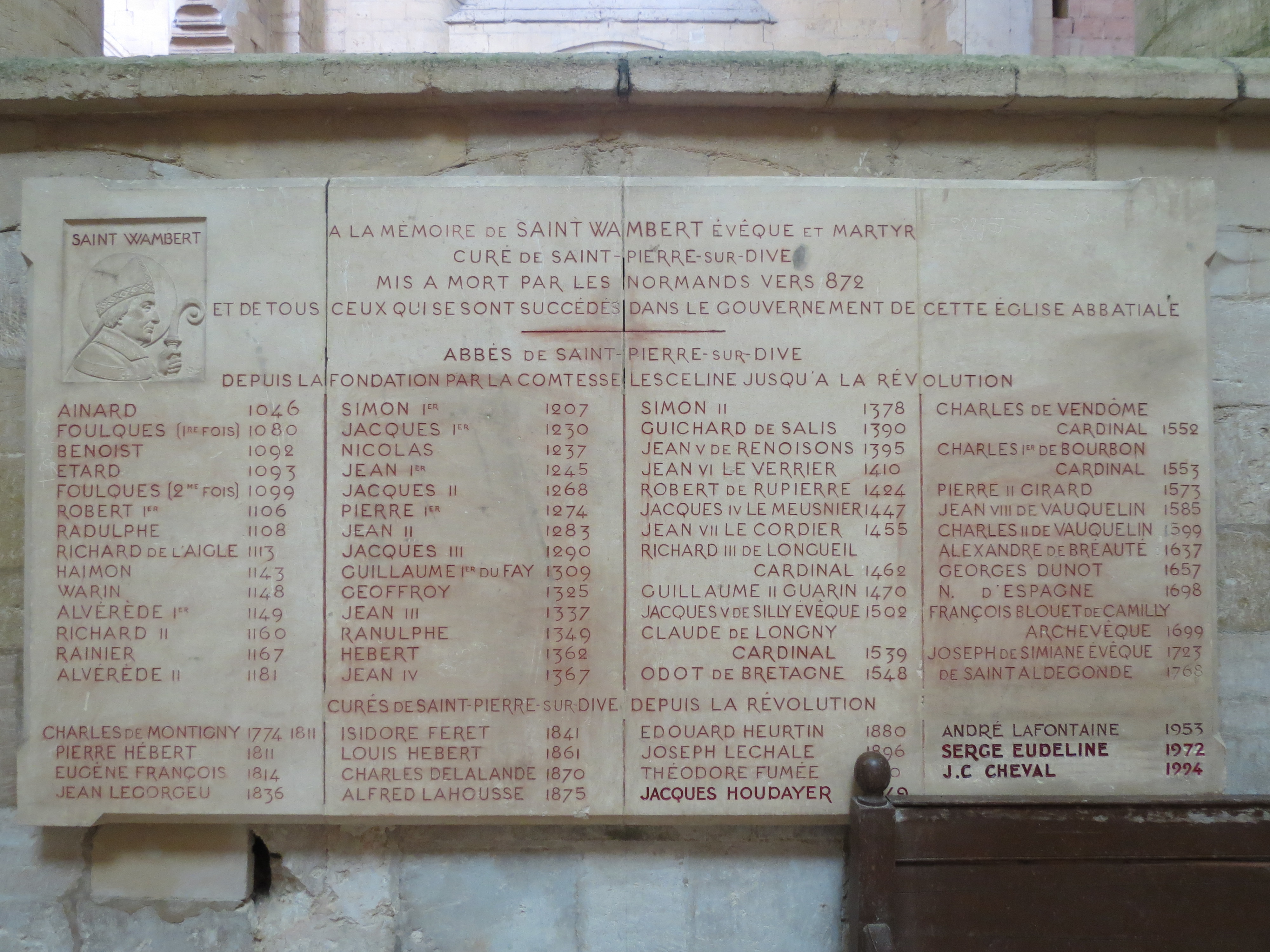
Placa en la abacial de la lista de abades y sacerdotes de Saint-Pierre-sur-Dives

En el siglo XVI, la iglesia, en muy mal estado, fue completamente reconstruida por el abad Jacques de Silly. La abadía poseía muchas tierras y molinos, administraba diezmos y recibía donaciones de propietarios y nobles de la región. Se conserva un archivo que menciona un clamor de haro lanzado en 1527 por Jacques de Silly, abad de Saint-Pierre-sur-Dives, contra los religiosos del priorato de Sainte-Barbe-en-Auge que desafiaban los derechos sobre el mercado y la feria de Mezidon celebrada por su comunidad. La abadía debió invocar el acuerdo de 1337 para justificar sus derechos de ingresos.
En 1562, bajo el abaciato del cardenal Carlos I de Borbón, la abadía fue saqueada y parcialmente destruida por los protestantes.
En 1642, los religiosos de Saint-Pierre-sur-Dives obtuvieron del rey el derecho de celebrar en su burgo cuatro nuevas ferias. Dos de ellas estaban demasiado cerca de las ferias que se celebraban «d'ancienneté» en Falaise, el abad Alexander de Breauté fue conminado a ponerse de acuerdo con los burgueses y los habitantes de la villa concurrente, de modo que sus fechas se modifican significativamente. Por lo tanto, durante varios siglos, las diversas abadías de la región (incluida la de celle de Troarn)), los burgueses de las villas concernidas y los señores locales tuvieron a menudo que negociar las fechas de los mercados para proteger sus intereses.
En 1666, el abad Georges Dunot unió la abadía a la congregación de San Mauro.
Los edificios conventuales así como el cuadro del claustro se reconstruyeron en estilo clásico, desde 1667. Las obras duraran hasta el siglo XVIII.
En el siglo XVIII, el claustro volvió a ser parcialmente demolido.

### Revolución Francesa alsigloXXI
En el momento de la Revolución, la venta de la abadía causó la fragmentación de los edificios conventuales y su transformación en apartamentos.
En 1987 se abrió, en los edificios conventuales, el museo de técnicas de fabricación de queso, incluyendo una biblioteca y un centro de documentación, salas de exposiciones temporales, salas de conferencias y salas de proyección. La sala capitular, restaurada, alberga exposiciones.
En los últimos años, la ciudad procedió a la compra gradual de los edificios conventuales, compartidos entre varios propietarios desde la Revolución. Parte ya ha sido renovada y alberga la biblioteca y la oficina de turismo. La exposición de técnicas de queso, abadía y claustro está abierta de 9:30 a. m. a mediodía y de 2:30 p. m. a 6:00 p. m. La iglesia no puede ser visitada durante los servicios religiosos.

## Temporal
Lesceline, la fundadora de la abadía, donó el burgo y la campiña de Saint-Pierre desde el Dives  hasta el río Vie, con los diezmos, los bosques, las llanuras, los molinos, lo cercano, las praderas, los hombres, las tareas y los ingresos que se le atribuían. La abadía era un condado con alta y baja justicia.
La abadía tenía algunas tierras en Tréport, Berville, Norrey y Fresney, las iglesias de Silly, Aunou-le-Faucon, Bonneval, le Pin y Saint-Loyer.
En la diócesis de Lisieux, la abadía contaba con los patrocinios de las iglesias de Saint-Georges-en-Auge, Saint-Michel-de-Livet, Vieux-Pont, Boissey, Mittois, Notre-Dame-de-Fresnay, la Gravelle, Sainte-Marguerite-de-Viette, Saint-Aubin-sur-Algot, Neuville-sur-Touques, en la diócesis de Sées, los patrocinios de las iglesias de Neuvy-en-Houlme, Fresnay-le-Buffard, Pons, Hiéville, Carel, Morières, Fel.
En las cartas que se conservan, hay diezmos en Morières, Moulin de Morteaux, alquileres en Castillon, Sainte-Marguerite-de-Viette, Saint-Georges-en-Auge, Saint-Pierre-sur-Dives, Boissey, tierras en Morières, Berville, Boissey, casas en Berville, Saint-Pierre-sur-Dives, patrocinio de Morteaux, regalías en Castillon, Vieux-Pont, Sainte-Margueritte-de-Viette, Berville y una donación a Grisy.
La abadía tenía una de las granjas más grandes de la región, el Ronceux en Berville, 43.3 hectáreas, alquiladas por 290 libras en 1699.

## Arquitectura

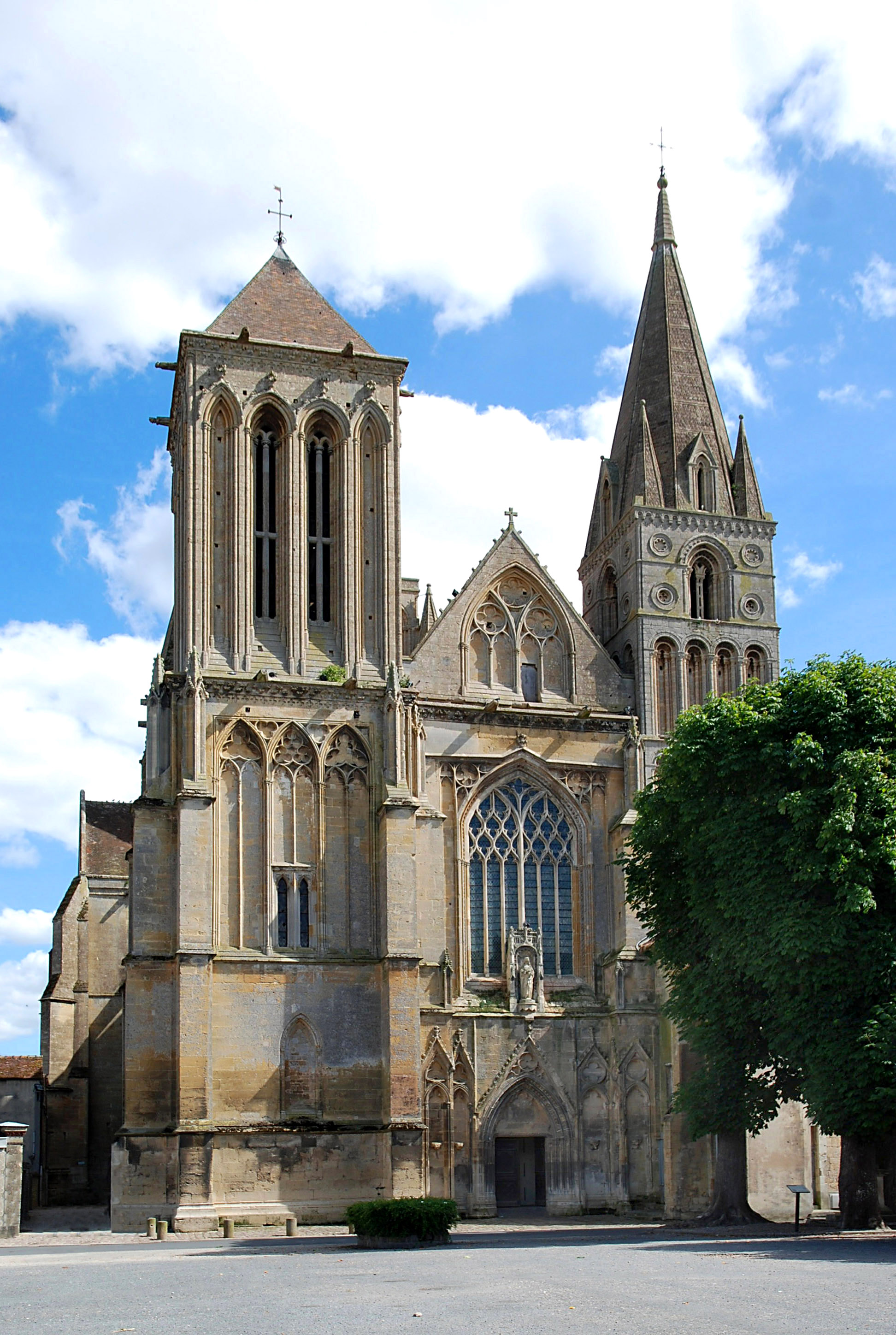
Fachada de la iglesia abacial

Para comprender la organización general de la abadía de Saint-Pierre-sur-Dives, se dispone de una planta de 1666 —el grabado del Monasticon Gallicanum del siglo XVII que parece corresponder a la planta, excepto en la parte inferior de la imagen donde el artista se tomó algunas libertades con la forma del patio principal y de los jardines, de una planta del siglo XIX y del catastro napoleónico de 1834 que muestra la parcela y la sección de edificios.
Ubicada al este del río Dives, la abadía está cerrada por muros. En la esquina noreste, una pequeña iglesia y una capilla están reservadas para el culto de los feligreses del barrio de Saint-Pierre-sur-Dives.
Al norte, la entrada principal se abre al gran patio accesible para los hospedados y conversos, con la parte de la iglesia reservada a los visitantes, la hostelería, la capellanía y la cámara del capellán. La residencia del abad y su jardín están al sur, las instalaciones operativas —graneros, despensa, horno de pan, prensa, pocilga y establos— en el oeste, cerca de los prados. Próxima a la entrada principal, una prisión recuerda que la abadía poseía la alta justicia y la baja justicia.
Los edificios regulares con el coro de la iglesia y los asientos de los religiosos se abren al sur sobre el claustro con una fuente, al este con arcadas sobre la sala capitular, el dormitorio y la caldera, al sur sobre el refectorio. Los cuartos de servicio, la cocina y la enfermería se abren al patio de la sala capitular.

### Iglesia abacial

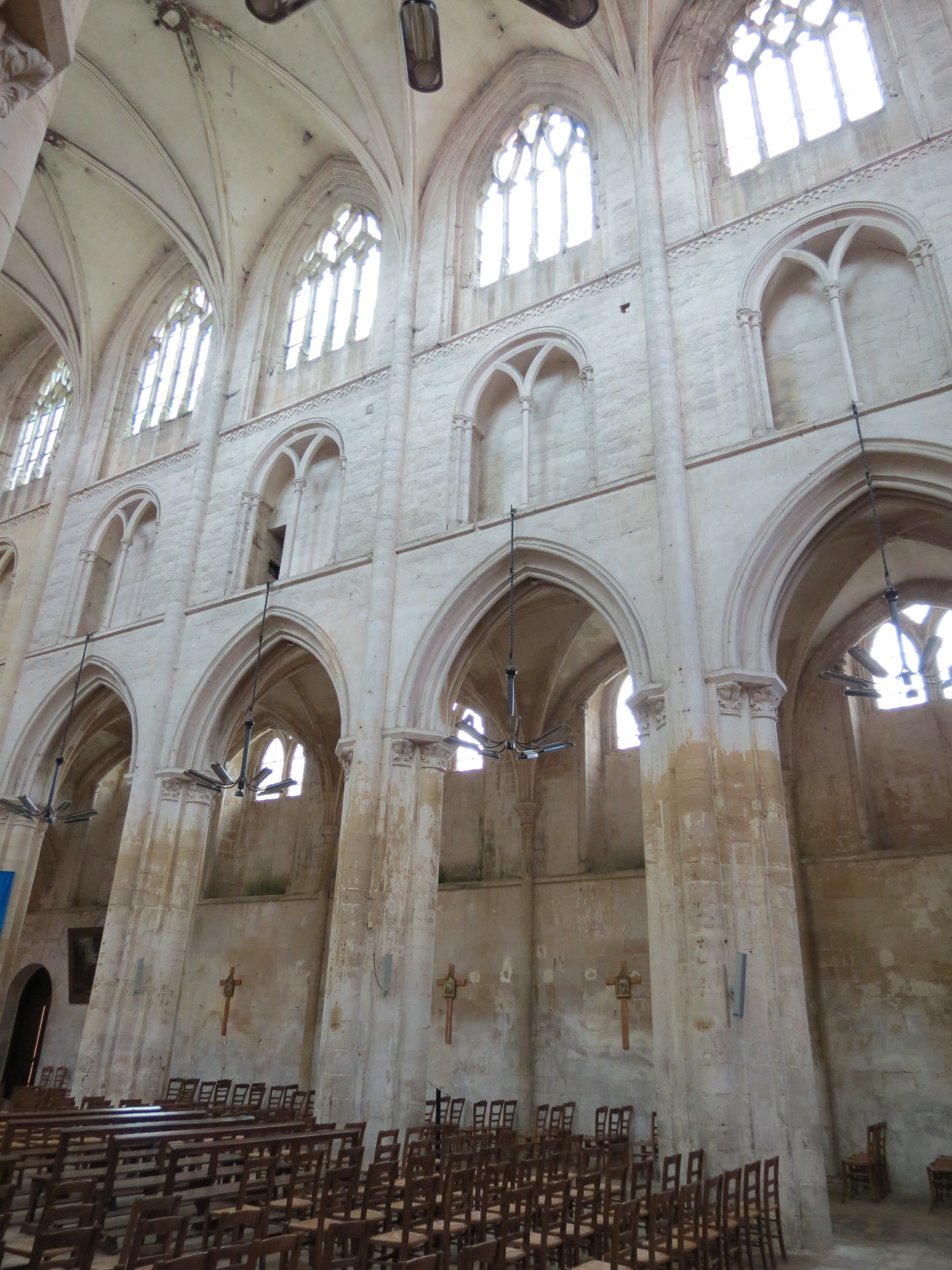
Alzado de la nave

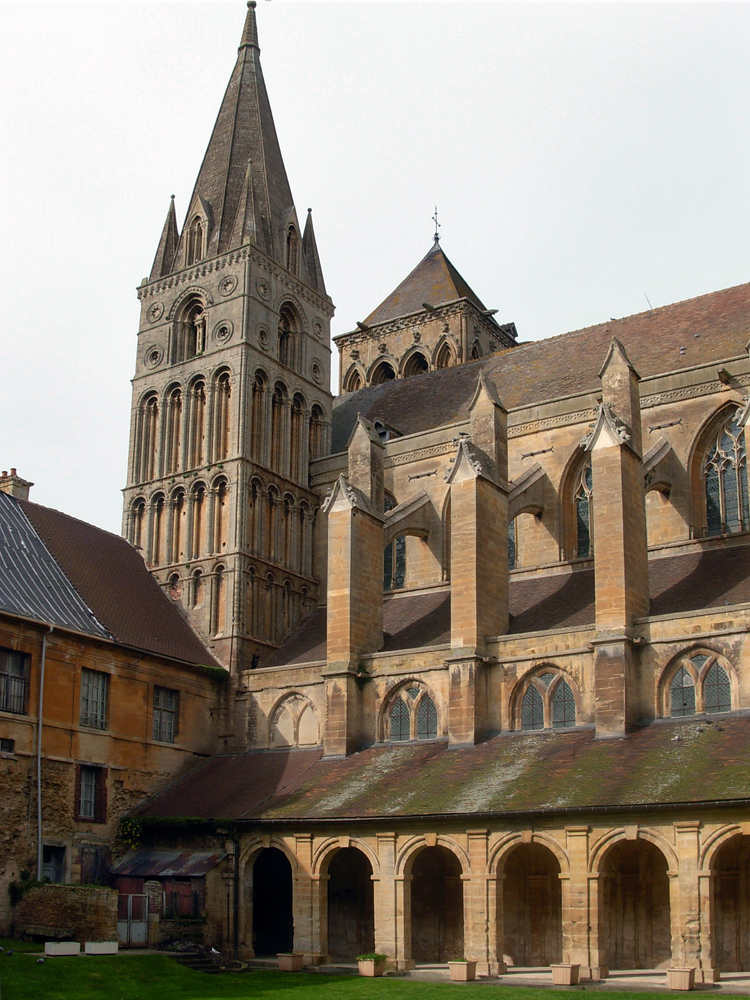
Torre de Saint-Michel y claustro en el lado sur

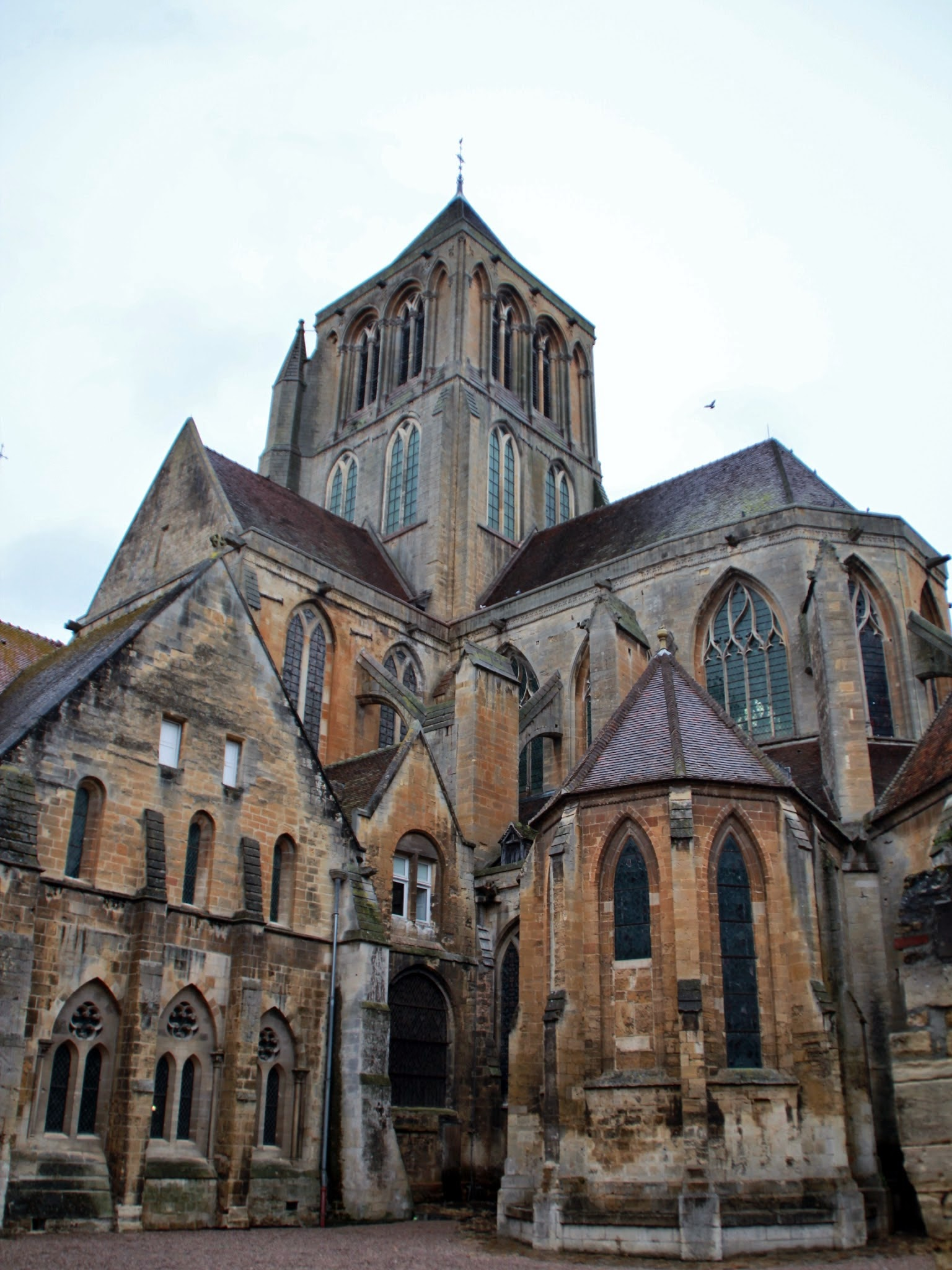
Ábside y tiburio

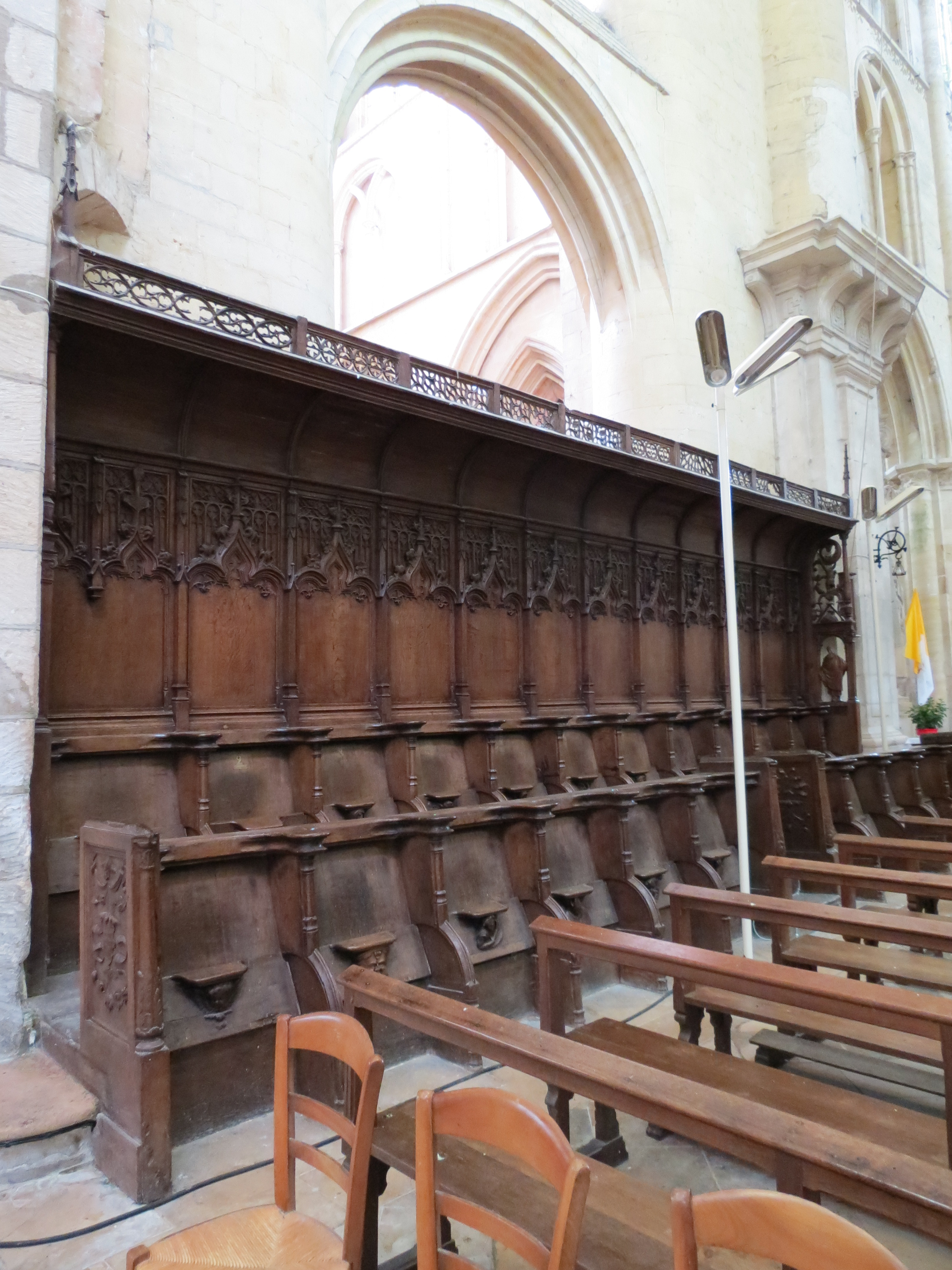
Sillería del coro

Iglesia abacial de Notre-Dame, siglos  XI-XIII (MH). Siglo XIV norte y atravesado por un techo de vidrio del siglo XV, nave con naves laterales del siglo  XII-XIII con alzado de tres pisos abovedado de finales del siglo XV, transepto con bases del siglo XI.
Coro del siglo  XIII al XIV con asientos del siglo XVI, donde se pueden ver las armas del abad Jacques de Silly, quien los hizo construir: «d'hermine à la fasce vivrée de gueules, surmontée en chef de trois tourteaux de même » [Ermine fess vivés Gules, coronado en cabeza por tres tortas de la misma]. A la entrada del coro, revestidos de los pilares del cuadrado transepto, asientos y obeliscos adornados en bajo relieve con atributosde la liturgia y de la música.
Altar benedictino con antependio de madera tallada y dorada de finales del siglo XVII, consola de madera y mármol del siglo XVIII, Cristo de madera policromada, seis candelabros de bronce, asientos y boiseries de principios del siglo XVI.
Las vidrieras modernas cuentan la historia de Saint-Pierre-sur-Dives.
En el ábside de cinco lados irradian cinco capillas:
- en la capilla axial: retablo de piedra de finales del siglo XVII Virgen y el Niño del siglo XVII, llamada Nuestra Señora de Epinay;
- a la derecha de la capilla axial, capilla con retablo del siglo XVII adornada con cariátides y restos de pinturas murales del siglo XVI.
- capilla con retablo del siglo XVIII con estatua de terracota de San Roque y conjunto de boiseries del siglo XVIII.

En el deambulatorio: dos lienzos ingenuos del siglo XVII-XVIII (le Miracle de saint Wambert et Procession de reliques devant l'abbatiale).
En el transepto: el sueño de Jacob, de principios del siglo XVII, Cristo del siglo XVIII, gabinete y confesionario del siglo XVIII.
En el  altar del crucero norte: bajorrelieve (dos angelotes que sostienen un cartouche adornado con Cristo con su cruz de piedra de principios del siglo XVI, clasificado en el inventario de monumentos históricos en 1907) y las estatuillas de la Virgen y de san Juan en piedra policromada del siglo XVI, púlpito siglo XVIII, tambor de puerta siglo XVIII (incluido en el inventario de monumentos históricos en 1862).
En el exterior, estatua de la Virgen del siglo XVI.

Detalles del exterior de la iglesia abacial
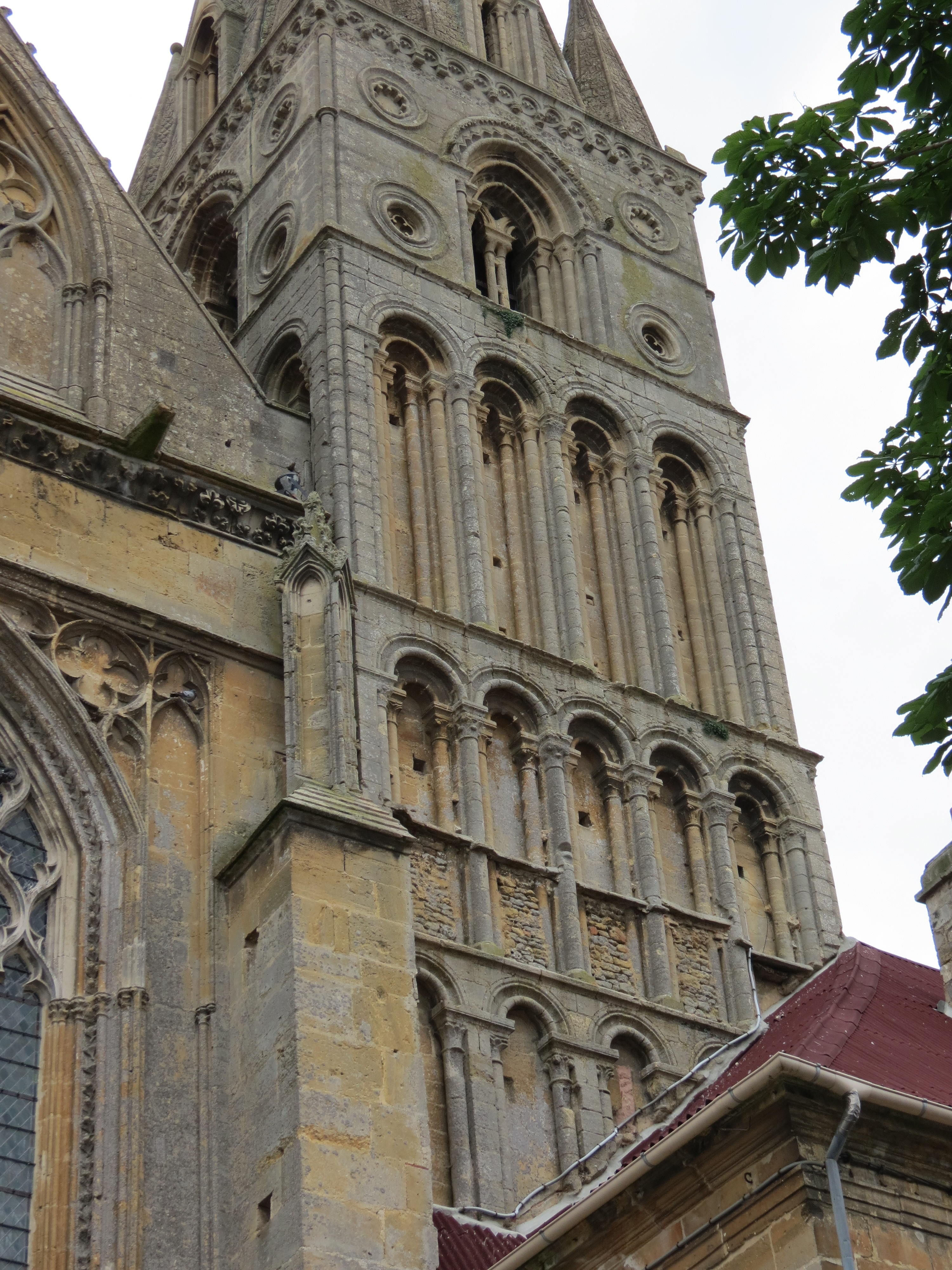
Detalle de la torre Saint-Michel
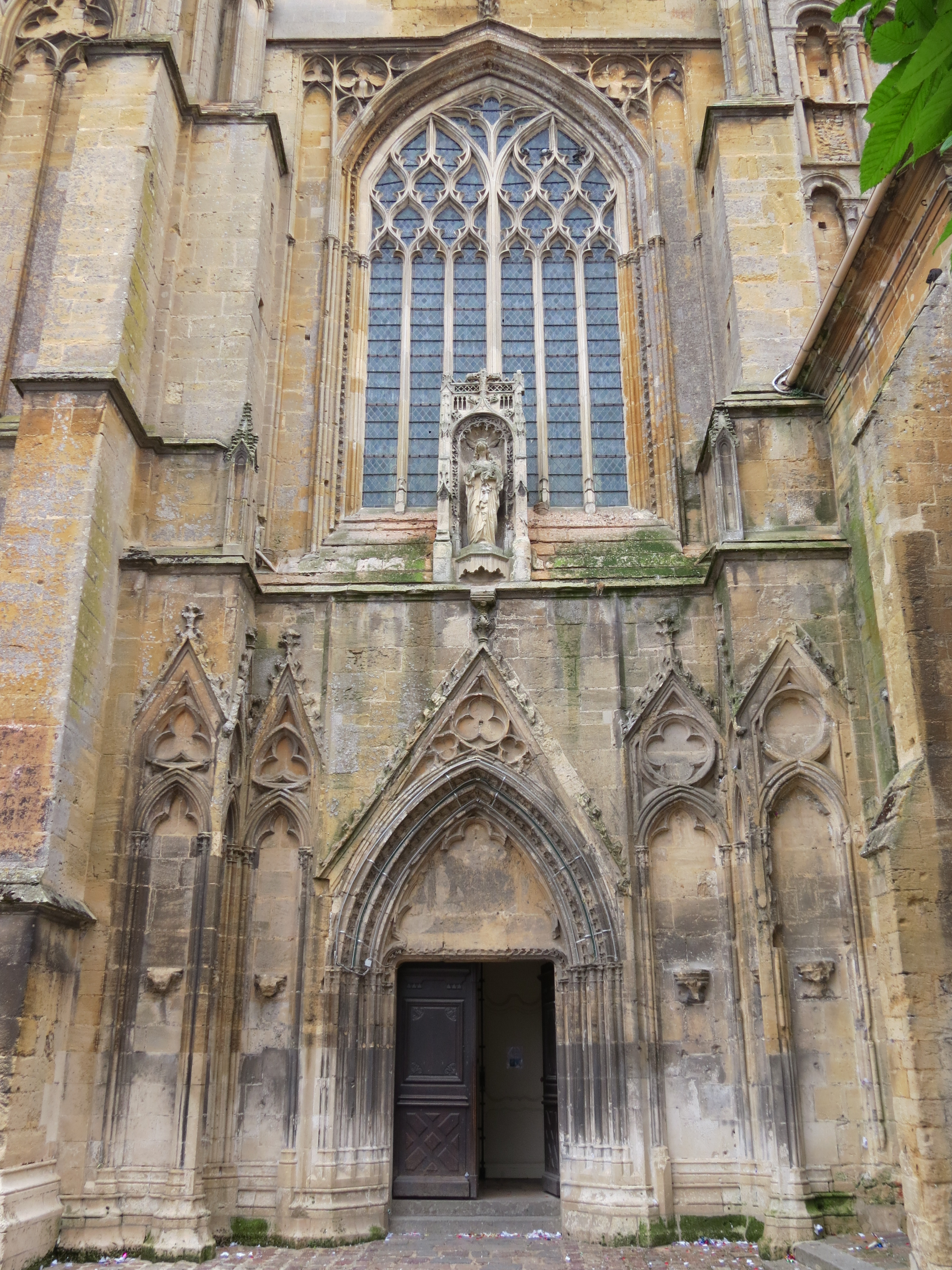
Portal occidental
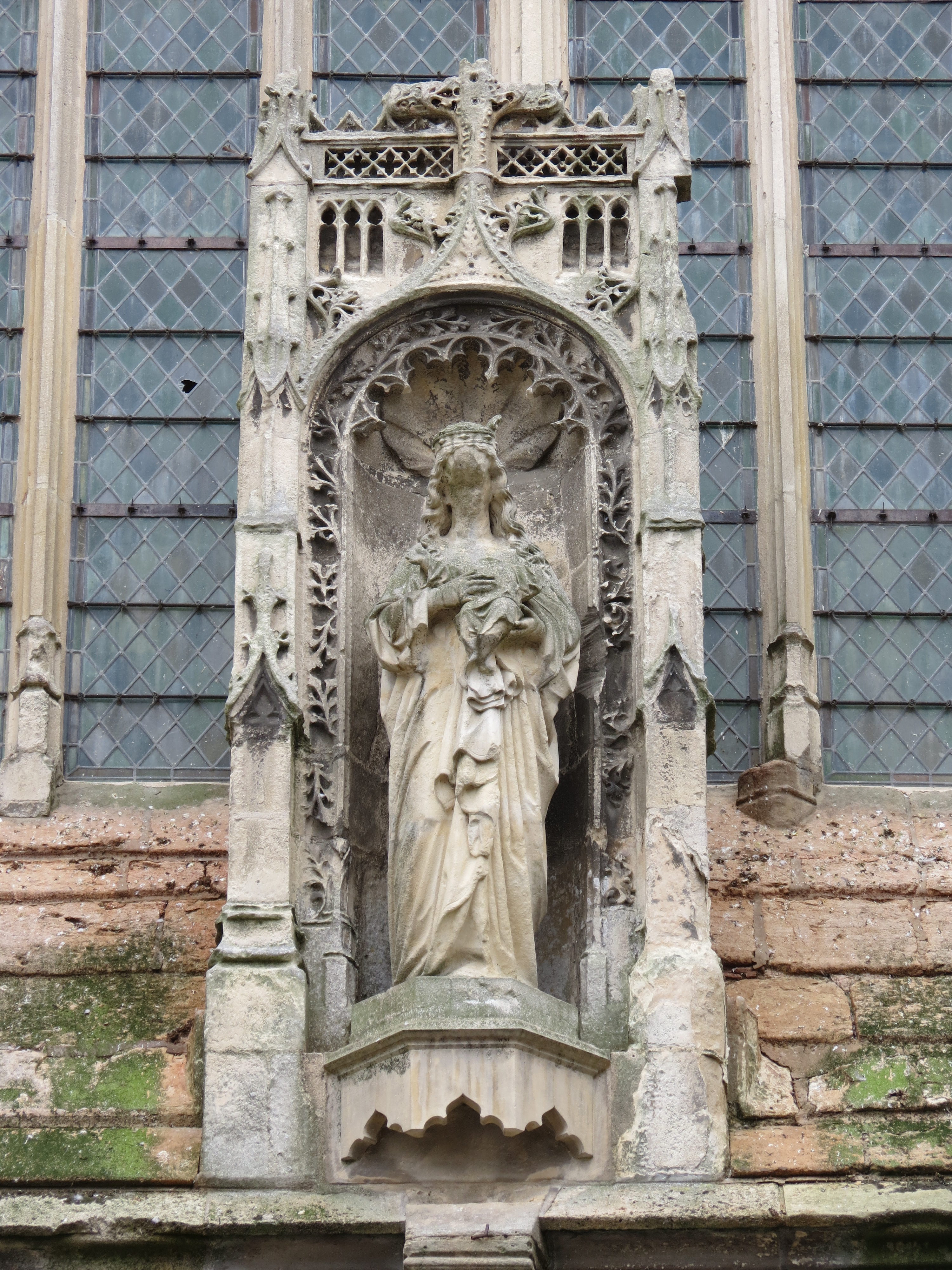
Nicho del portal
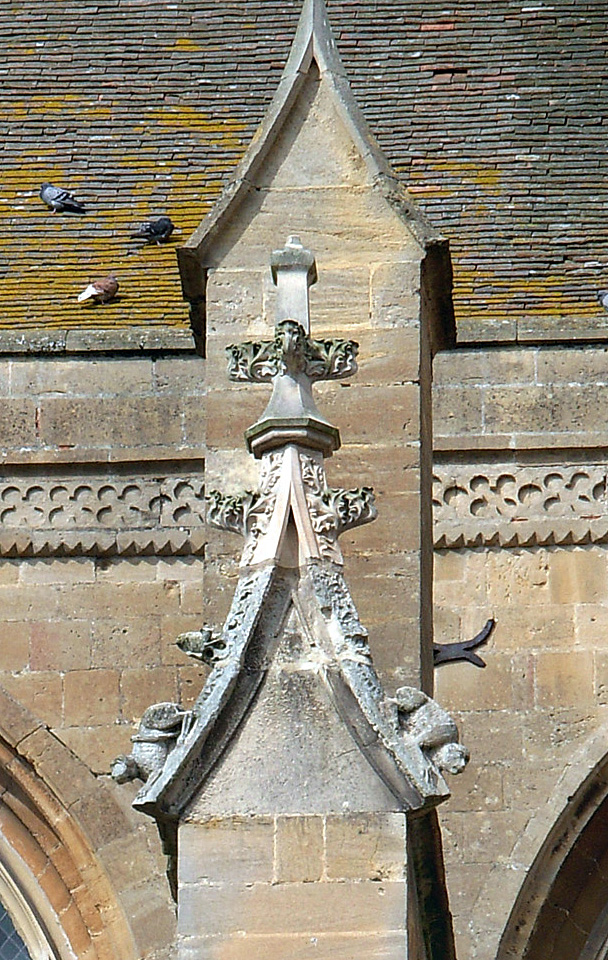
Detalle de pináculo

La fachada, entre las dos torres, tiene una puerta de madera con dos hojas instalada en 1719.
Particularidad: en una placa de cobre que reemplaza una de las baldosas, se ha perfora un agujero, el «gnomon». Deja pasar los rayos solares que, al mediodía, iluminan según la época, este o aquel signo zodiacal.
Las primeras clasificaciones en el inventario de monumentos históricos datan de 1862.

Interior de la iglesia abacial
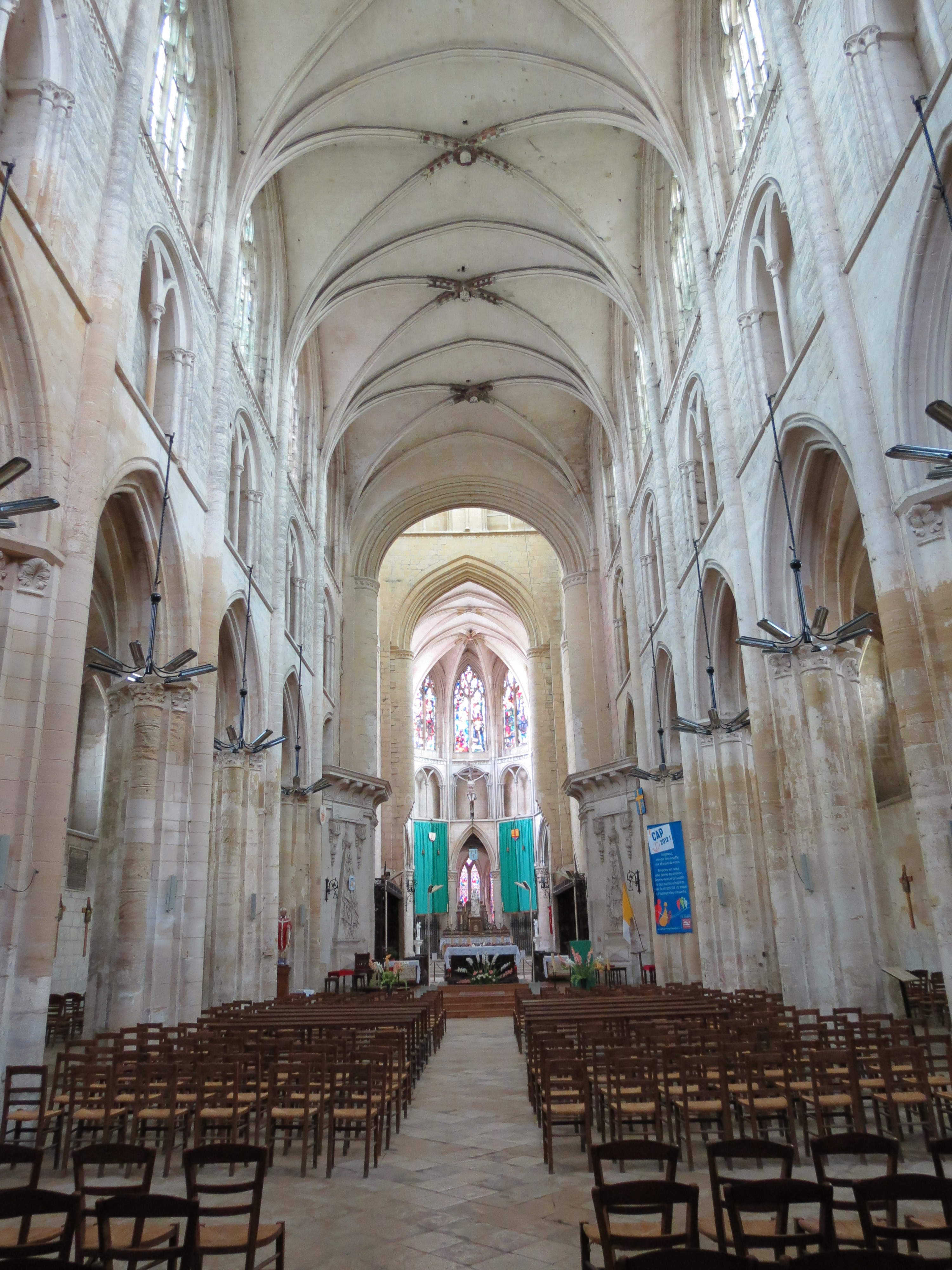
Nave central mirando hacia el altar
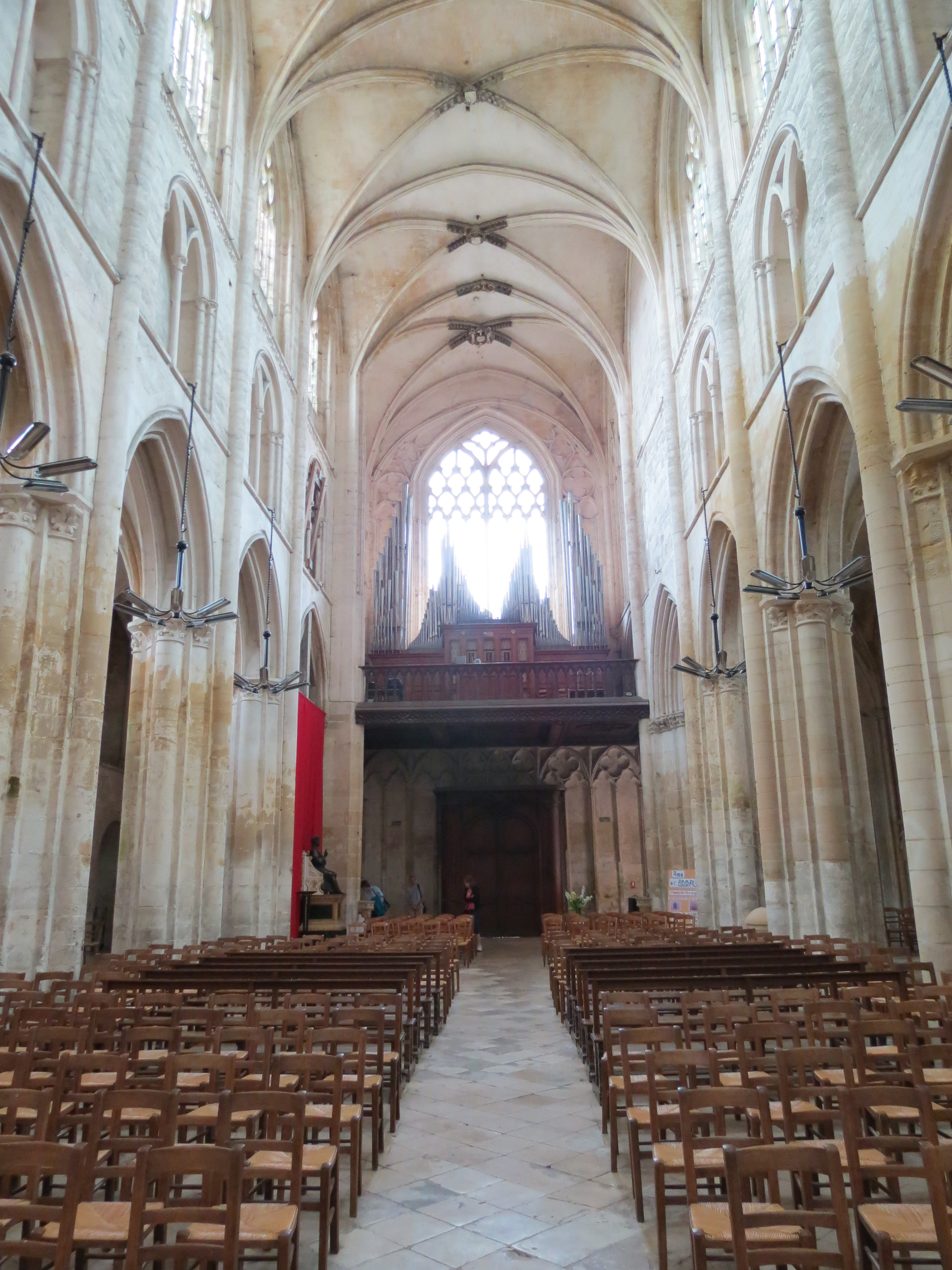
Nave mirando al portal
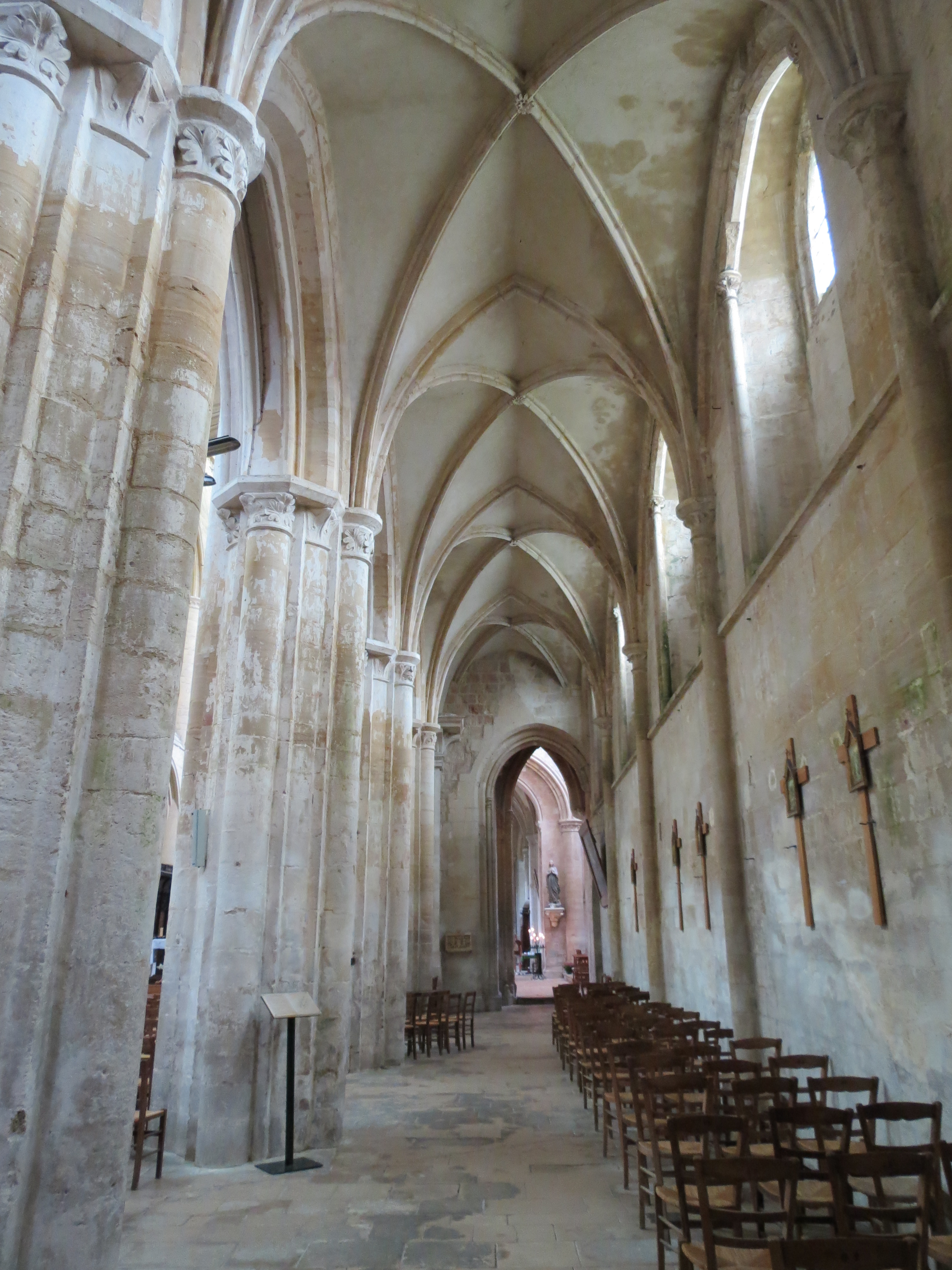
Nave lateral sur
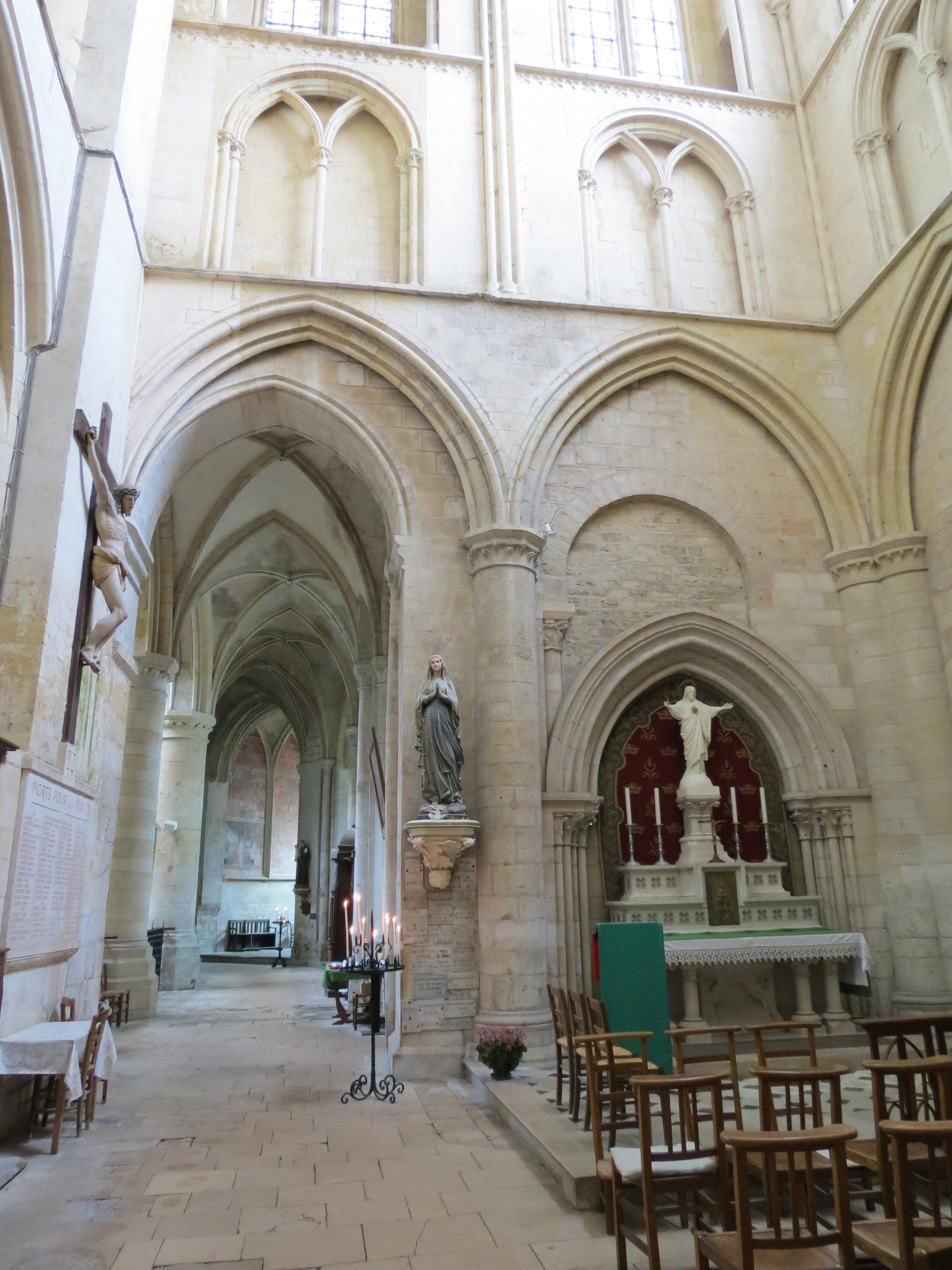
Transepto sur
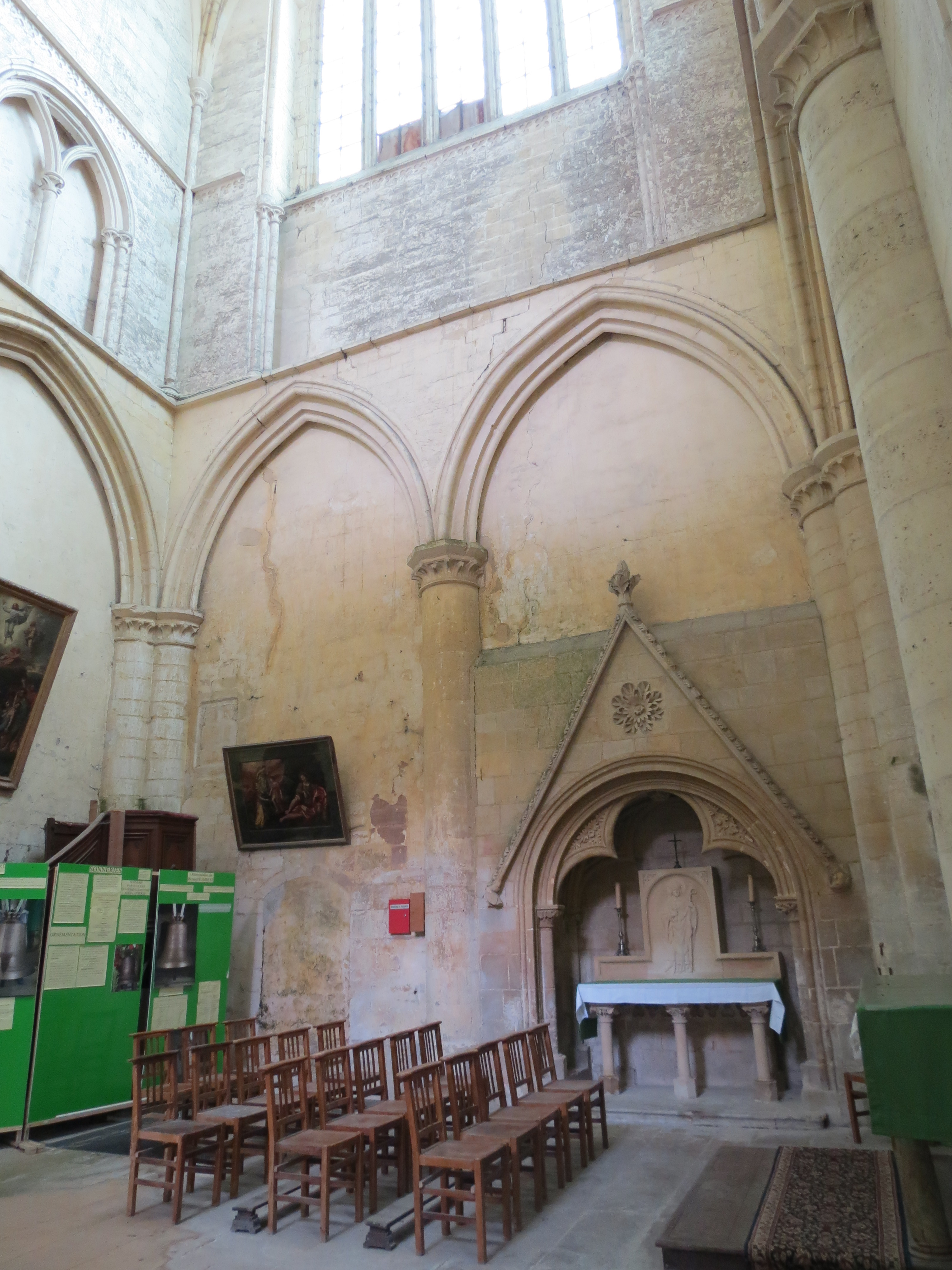
Transepto norte
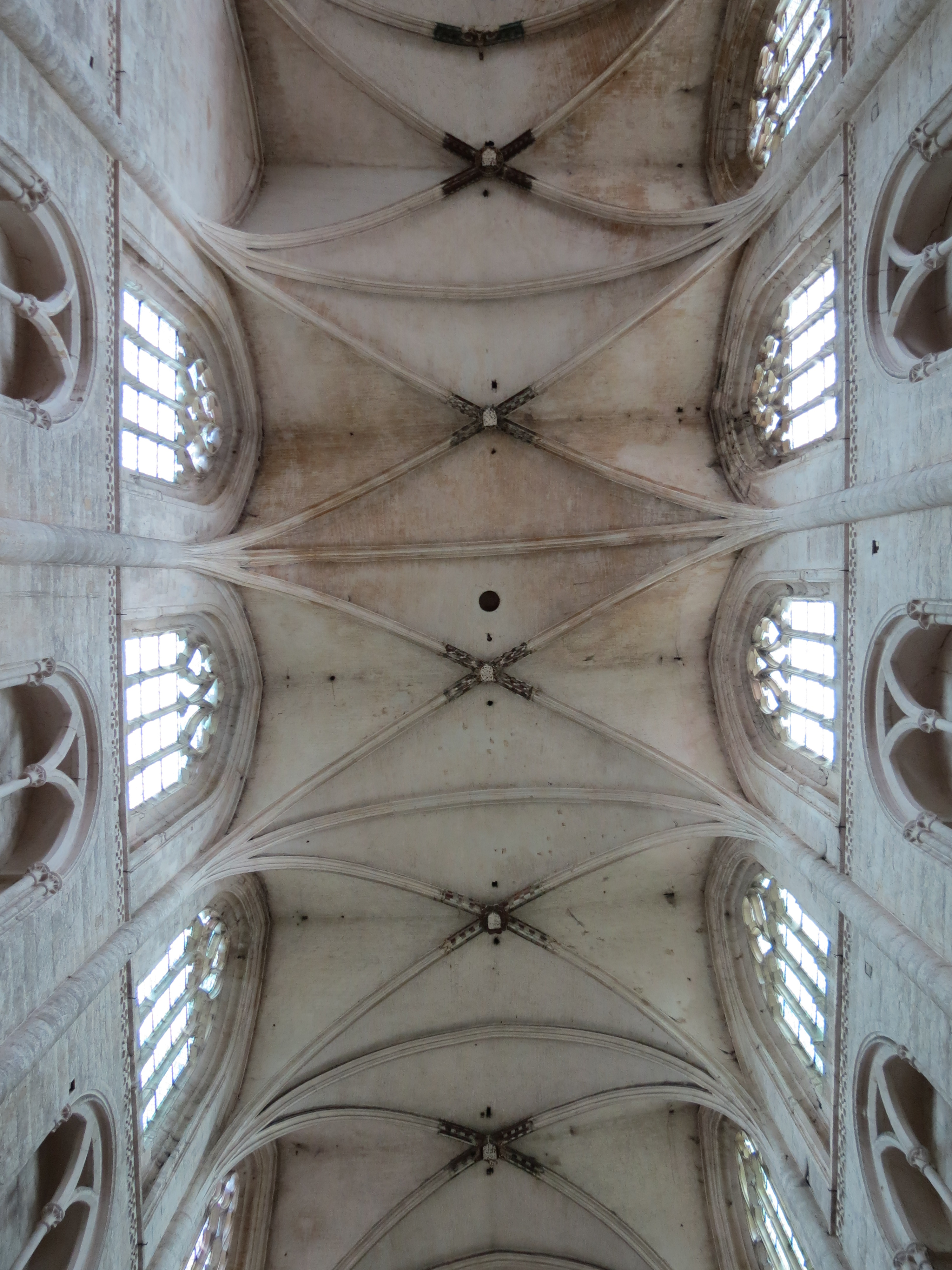
Abovedamiento de la nave

### Tiburio

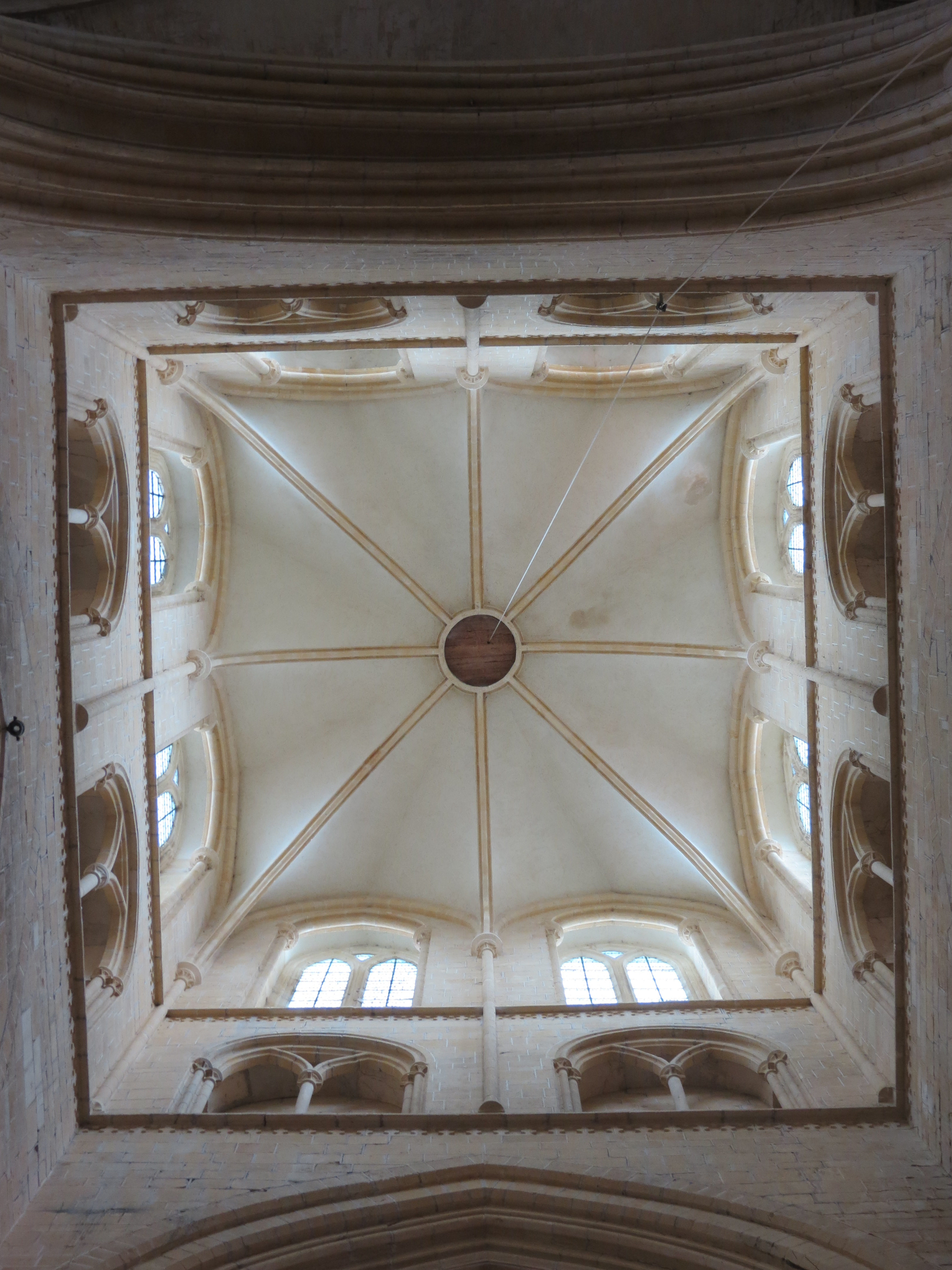
Tiburio, que ilumina el crucero

Las bases del tiburio (o cimborrio) son del siglo XI. Se eleva en dos plantas de huecos justificando su nombre por la luz que aporta al edificio. Se ha restaurado varias veces a lo largo de los siglos.

### Torre Saint-Michel
Campanario del siglo XII situado al sur de la fachada, con cuatro plantas de arcadas. El último nivel presenta en cada cara, un hueco con arco apuntado rodeado por cuatro oculi. Nunca sirvió como un campanario, los monjes lo usaron como palomar y como calabozo. La flecha, recubierta de tejas, es del siglo XIII.

### Torre norte
Fue construida a finales del siglo XIII en estilo gótico. Se distingue por las imponentes proporciones de sus huecos flamígeros.

### Claustro

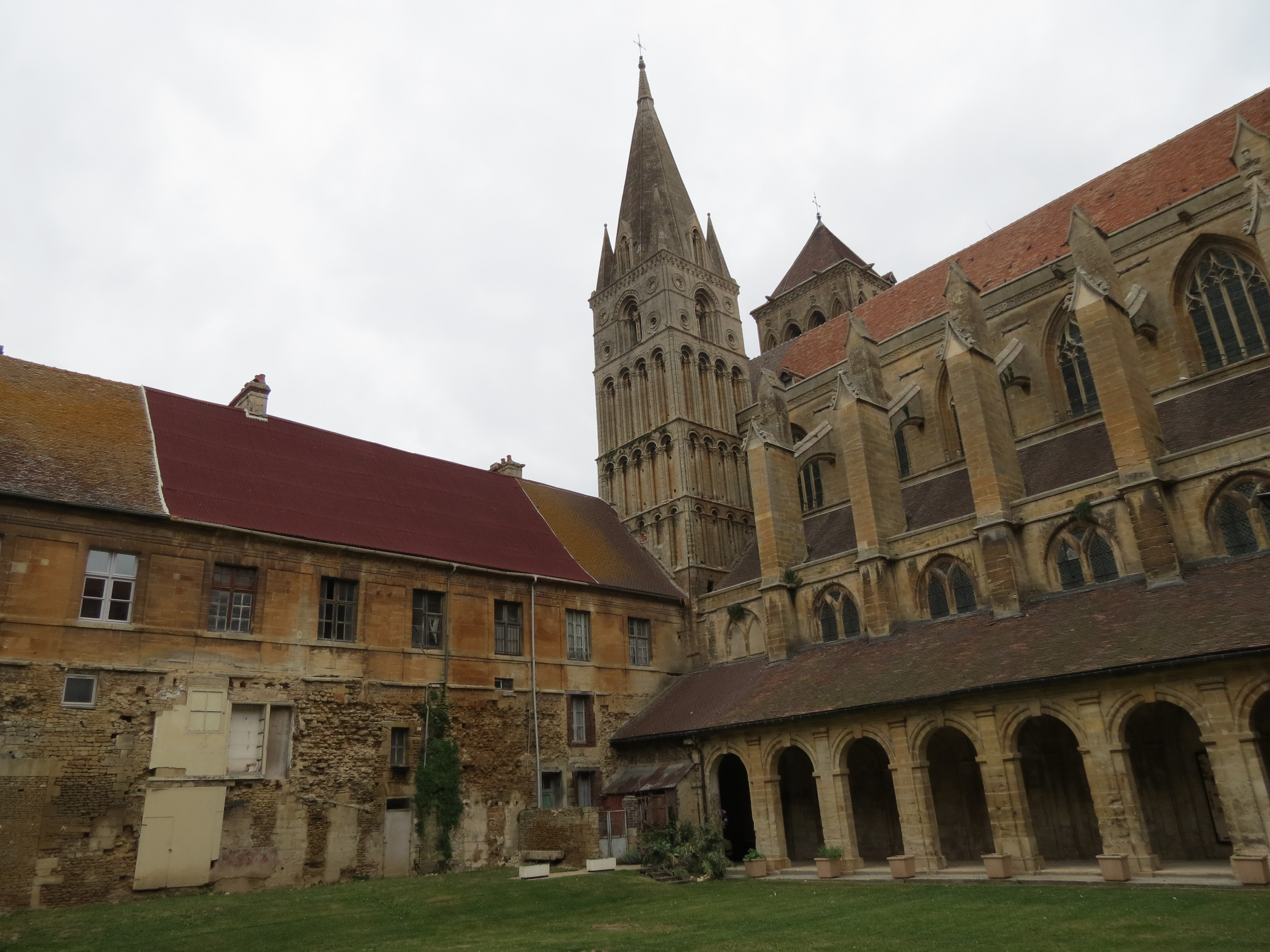
Vista del antiguo claustro

Protegido como monumento histórico, el claustro ahora solo conserva la galería norte que data de mediados del siglo XVIII. Además, la galería al este fue parcialmente reconstruida hace unos años.

### Sala capitular

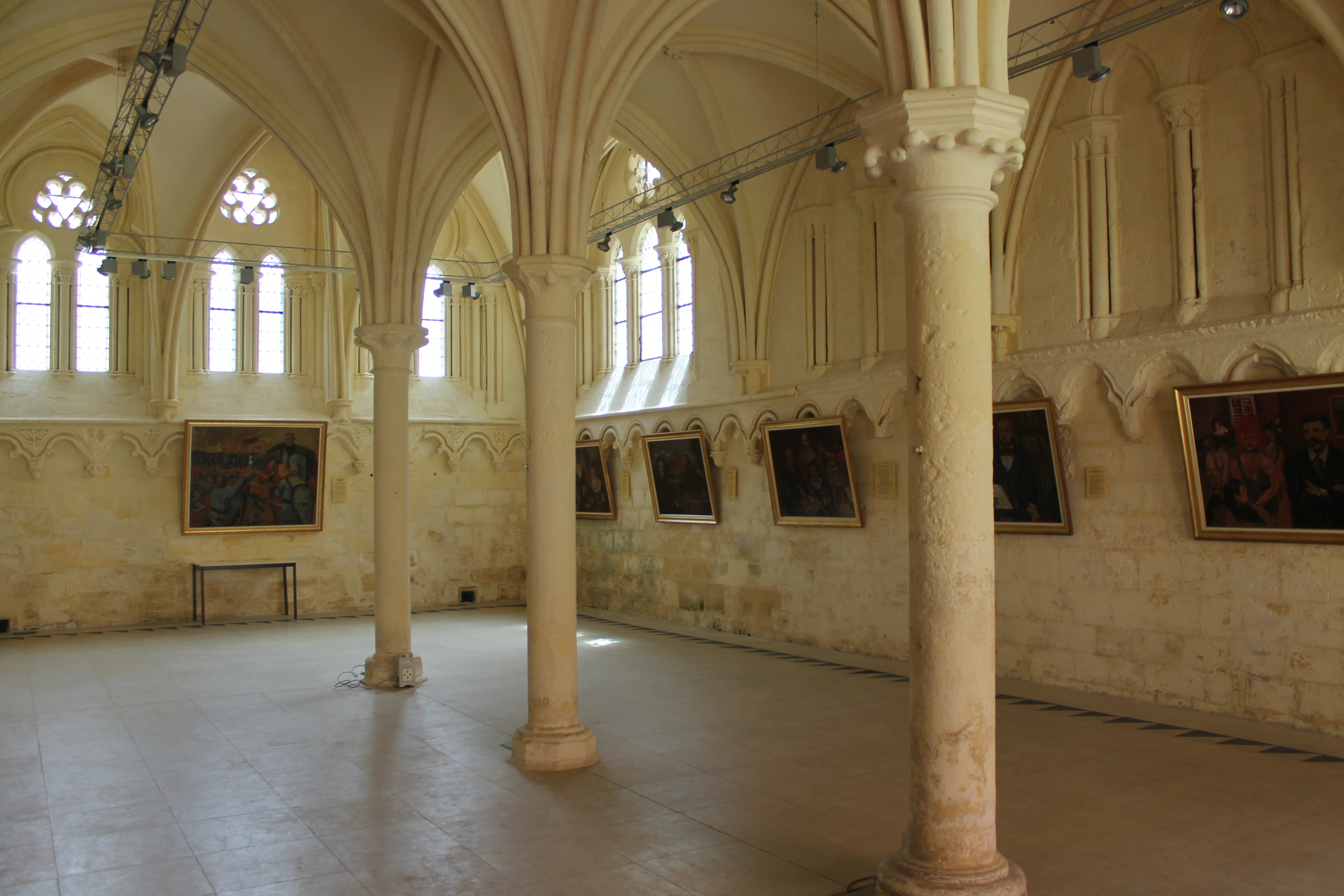
Sala capitular

Protegida como monumento histórico, data del siglo XIII. Hermosa construcción gótica de tipo ojival, esta antigua sala capitular data de la primera mitad del siglo XIII. Los monjes se reunían allí para los asuntos conventuales. Tres columnas cilíndricas reciben los arcos de las bóvedas en el medio de la sala. Fue completamente restaurada en 1991 y 1999 y protegida por huecos con vidrieras.

### Edificios conventuales
Los alojamientos conventuales, protegidos como monumento histórico, fueron construidos por los mauristas en los siglos  XVII y XVIII, en el lugar de los primeros edificios medievales degradados desde la Guerra de los Cien Años, de los cuales solo las partes inferiores y las bodegas abovedadas han sido conservadas. Las bóvedas y los capiteles con columnillas de las antiguas bodegas (MH), restos del siglo XIII, aún dan testimonio de la escultura gótica de este período. A pesar de la transformación y perforación de las fachadas después de la venta de los edificios en la Revolución Francesa, la composición arquitectónica de finales del siglo XVII y principios del XVIII sigue siendo legible. Los edificios conventuales son los últimos en beneficiarse de una clasificación como monumento histórico, por decreto del 12 de septiembre de 2006.

### El pavimento

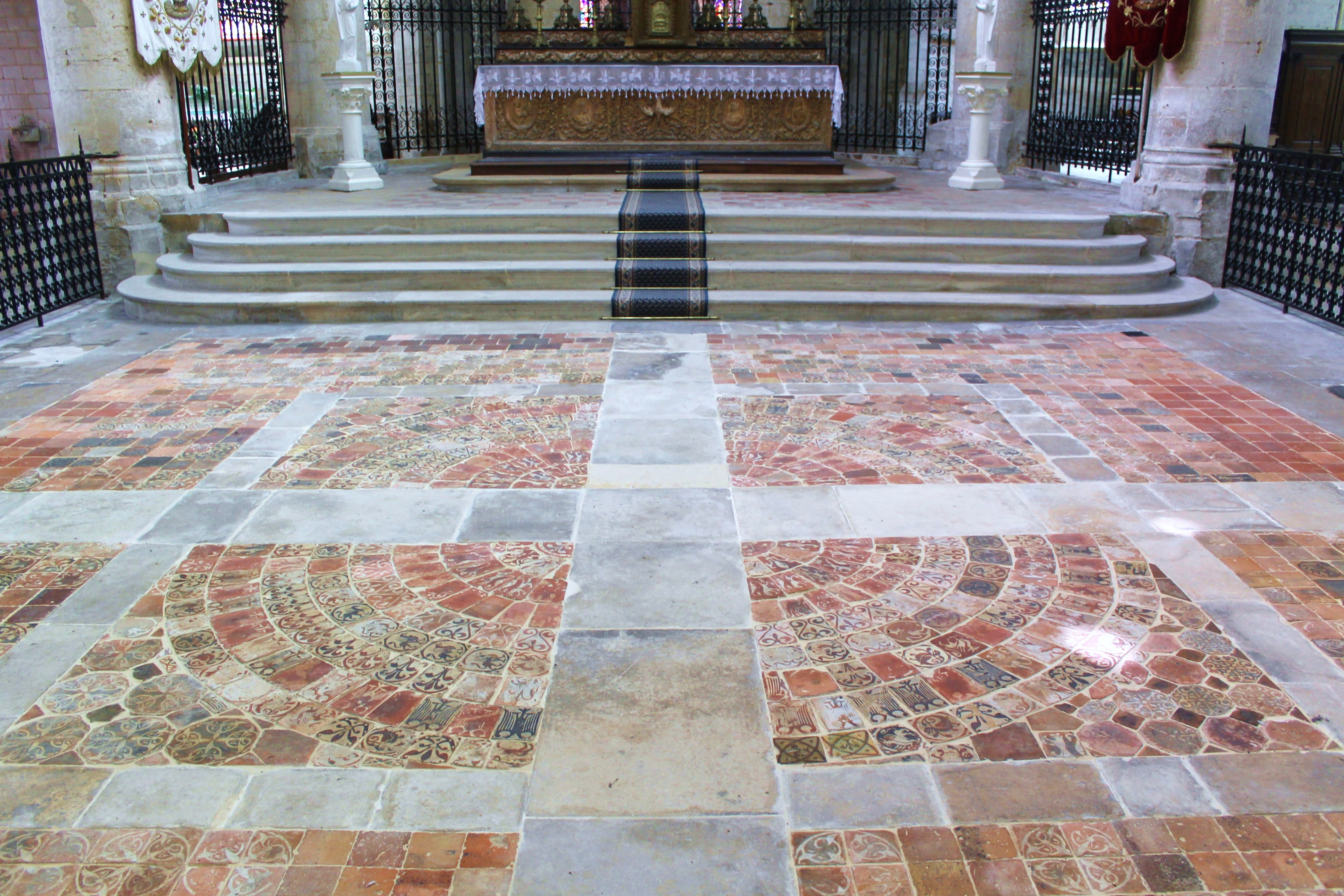
Abadía de Saint-Pierre-sur-Dives, pavimento del.

Hoy restaurado y repuesto de acuerdo con un diseño antiguo, el pavimento del siglo XIII del coro de la iglesia abacial, considerado por Arcisse de Caumont como una de las partes más interesantes de la abadía, es un rosetón cortado en cuatro por bandas de piedra caliza compuestas por cuadrados de formas adaptadas a sus posiciones y que representan motivos de ciervos, águilas bicéfalas, quimeras, leones y flores de lis.

### Parque
Se instaló un jardín conservatorio de especies vegetales, de una superficie de 600 m², en lo que queda del parque de la abadía, en el lado sur.

## Heráldica y sigilografía
El escudo de armas de la abadía de Saint-Pierre-sur-Dives: D'azur à trois fleurs de lys, 2 et 1, et un lambel de trois pendants, de gueules, en chef, chaque pendant chargé d'une tour d'or [De azur con tres flores de lis, 2 y 1, y un  lambel de tres colgantes, de gules, en jefe, cada una cargado con una torre de oro].
Los sellos:
- sello de bronce de la abadía salvado en la Revolución y depositado en la Sociedad de Anticuarios de Normandía;
- sello y contra-sello del abate Jean y sello del dean de la abadía de Saint-Pierre-sur-Dives, grabados para la Sociedad de anticuarios de Normandía.[4]

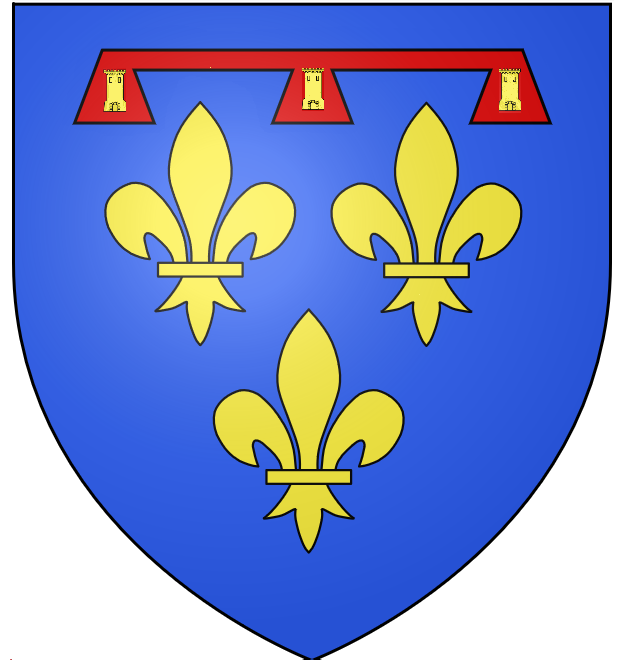
Escudo de armas
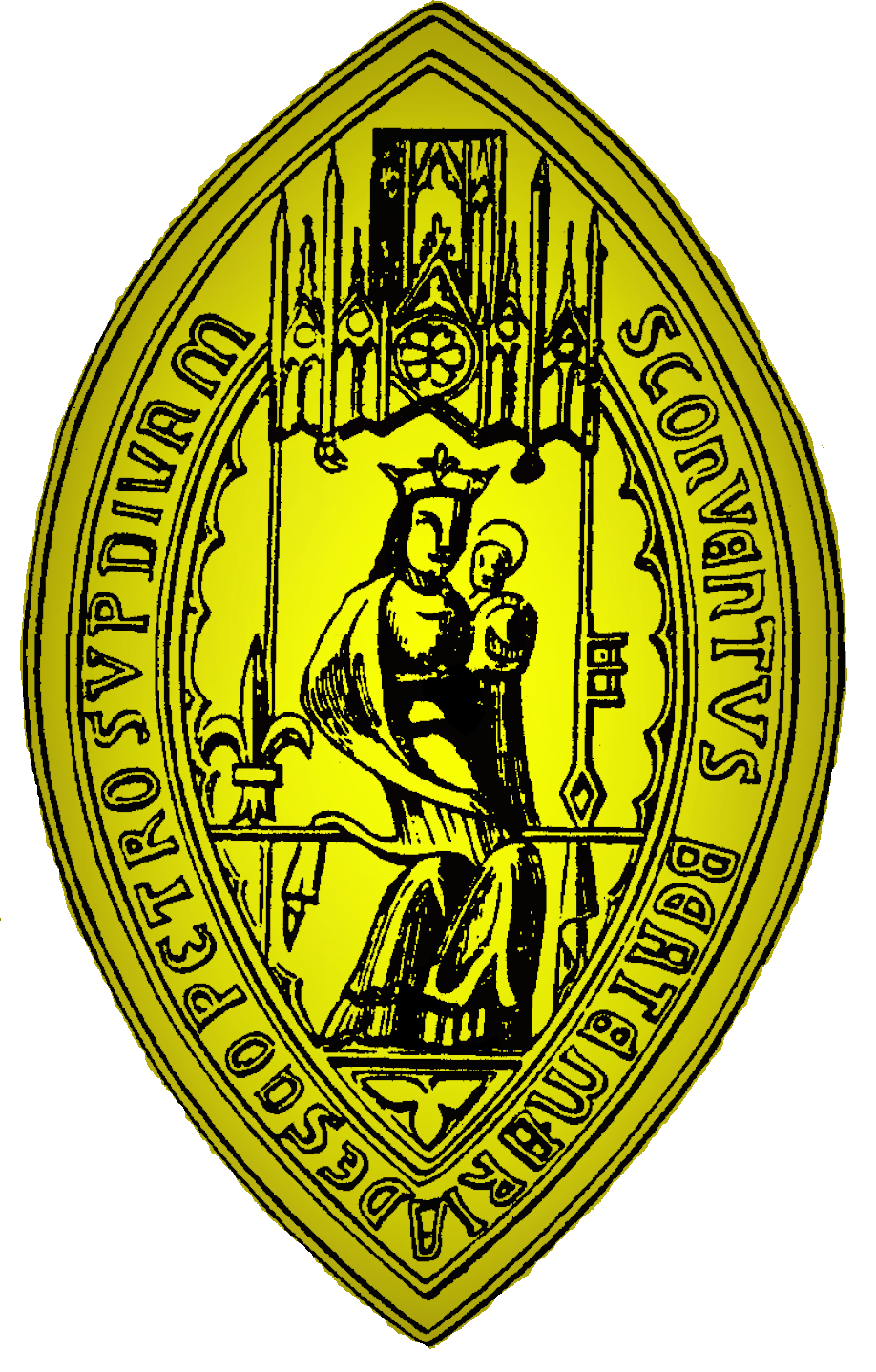
Sello en bronce de la abadía
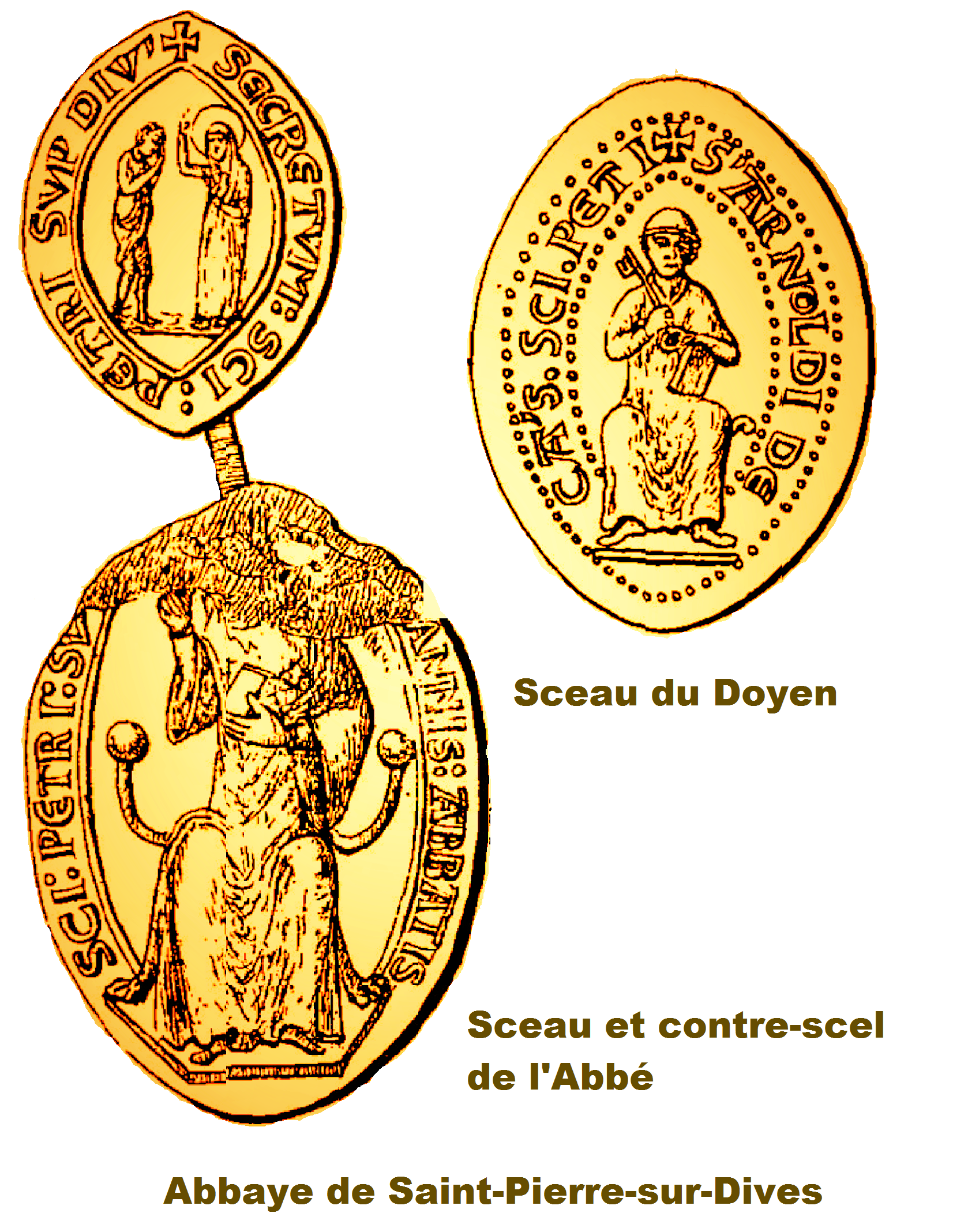
Sello y contra-sello del abate Jean y sello del dean